# 존 피터 젱어
존 피터 젱어(John Peter Zenger, 1697년 10월 26일 ~ 1746년 7월 28일)는 독일 출신의 미국의 인쇄업자로 뉴욕 식민지 총독에 반대한 영향적인 남성들의 파벌에 의하여 주간 신문을 인쇄하는 데 선발되었다.  젱어는 명예 회손 혐의를 받았고 무죄를 선고받았다.  소송은 미국에서 표현과 언론의 자유의 경우와 함께 영원히 그의 이름이 연관되어 있다.

## 어린 시절
요한 페터 쳉거(독일어: Johann Peter Zenger)라는 본명으로 팔츠로 불린 독일의 라인 국가의 일부인 임플링겐에서 태어났다.  이 지역은 국가가 전쟁의 연속과 지방 통치자들의 사치에 의하여 빈곤했기 때문에 아메리카로 이주의 주요 근원이었다.  1710년 뉴욕에서 해군 상점들의 생산을 설립하는 목적에 3,000명의 팔츠 난민들이 잉글랜드의 앤 여왕에 의하여 보내졌다.  7년간 노동의 대가로 이주자들은 땅을 약속받았다.  비참한 항해 중에 그들 중에 4분의 1이 사망했을 때 불운이 시작되어 그 계획은 생존한 자들을 위해 마저 쓰라린 경험으로 이끌었다.  사망자 중에는 돌볼 3명의 자녀와 함께 모친이 신대륙에 도착한 13세의 존 피터 젱어의 부친이 있었다.

## 견습의 세월
1711년 젱어는 미국 인쇄업의 개척자들 중의 하나인 윌리엄 브래드퍼드에게 8년간 견습생이었다.  그가 자신의 견습을 완료했을 때 젱어는 자신의 생계를 꾸리는 데 메릴랜드 체스터군으로 이주하였다.  자신이 입법의 회기적인 법률들을 인쇄하는 데 임명되었어도 그는 분명히 거기에서 번영하지 않아 1722년 뉴욕으로 돌아갔다.  짧은 시간 동안 젱거는 브래드퍼드와 파트너십을 맺고, 그러고나서 1726년 다시 자신 소유의 비지니스를 시작하였다.  그가 인쇄한 거의는 네덜란드어로 되어 있었고 뉴욕에서 인쇄된 첫 산술을 제외하고 작은 것이 중요하였다.  그는 번성하지도 영향력이 있지도 않았다.  그의 부인이 사망하고 1722년 그는 재혼하였다.
뉴욕 식민지는 파벌에 휩싸였다.  내무 평화의 잠시 기간은 1732년 자신의 재산을 향상시키기 위해 게시물을 사용하기를 바랬던 새로운 총독 윌리엄 코스비의 도착과 함께 끝났다.  코스비 총독의 고경도와 탐욕은 뉴욕 주민들의 자존심과 욕심과 함께 충돌하였다.  오히려 더러웠던 재정적 사건의 도중에 코스비가 대법원장 리 모리스를 간단히 제거했을 때 모리스는 총독에 의하여 경제적 목표들이 좌절되고 있었던 유력한 세력을 모았다.  모리스 단체는 뉴욕에서 숙고적인 대중적 지지를 얻었다.  거기서 치열한 당전의 기간을 따랐다.  정부는 젱어의 전 주인 브래드퍼드에 의하여 인쇄되었던 것으로 일어난 단 하나의 신문 〈가제트〉(the Gazette) 만을 통치하였다.

## 뉴욕의 정치적 말다툼

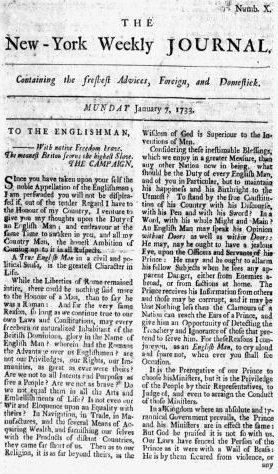
1733년 1월 7일 젱어의 뉴욕 위클리 저널 페이지

정부에 대항하는 그 미늘을 위하여 신문이 필요했던 모리스파는 젱어를 그들의 인쇄인으로 선발하였다.  1733년 11월 5일〈뉴욕 위클리 저널〉의 첫 발행이 나타났다.  그것은 잘 인쇄되었고 젱어의 영어 구사는 부족하였다.  그러나 집필의 대부분은 모리스파, 특히 눈부신 제임스 알렉산더에 의하여 이루어졌다.  신문은 곧 그 정부의 날카로운 비판과 함께 인기를 끌었다.  코스비의 정책들에 기사들을 곁으로 총독을 놀리는 시들이 있었다.  반대파가 표현의 자유에 관하여 걱정해야 했던 이래 알렉산더의 수필들은 많은 세월 동안 미국에서 일반적인 것보다 이 문제에 대해 더 진보된 입장을 취했다.  반면에 브래드퍼드의 가제트는 정부들이 그들의 주체의 변함없는 충성에 의지했던 더 일반적인 위치를 취했다.

## 젱어 소송 사건
인쇄업자로서 젱어는〈저널〉(the Journal)에 나타난 것으로 법적으로 책임이 있었다.  코스비는 초기 노력들이 실패했어도 신문이 진압되어야 한다고 결정하였다.  1734년 11월 17일 젱어는 선동적이고 비방하는 자료들을 인쇄한 것으로 체포되었다.  정부의 다른 강압적인 행동에 알렉산더와 젱어를 변호할 다른 변호사는 신속하게 금지당했다.  그러나 알렉산더는 뉴욕의 음모를 두려워할 이유가 없었던 현저한 필라델피아 시민 앤드루 해밀턴의 접대들을 얻었다.
해밀턴은 배심원에게 웅변적이고 극적인 표현을 발표하였다.  그는 명예 훼손 사건에서 판사들에게 반대하면서 배심원을 위하여 확대한 역할을 주장하였다.  그는 또한 혐의 진실을 말한 것이 불법이었던 여부를 결정한 것에 결정적이었다고 주장하기도 했다.  이 둘다의 주장은 설립된 법률 관행을 모순하였다.  관례적으로 판사들은 배심원들에게 율법을 가르쳤고 정부에 가혹한 공격들은 사실일지라도 선동적이었다.  그러나 해밀턴을 하루를 보냈다.  10개월 가까이 감옥에 있었던 젱어는 풀려났다.
젱어의 신문은 그의 투옥 동안 지속적으로 나타났다.  그의 부인은 1746년 7월 28일 젱어의 사후 자신이 다시 되면서 인쇄인으로서 다음으로 인정되었다.  감옥에서 젱어는 모리스파 군대에 유용한 순교자로 지내왔다.  재판을 따른 정치적 타협들과 함께 그는 많은 후원 인쇄를 받았다.  그 동안 그는 불명확한 상태로 유지하였다.  그러나 그의 이름을 가진 재판은 언론의 자유와 함께 동의어가 되었다.

## 소송 사건의 의미
사실 소송 사건은 이후에 인쇄업자들을 위한 자유에 약간의 효과를 가졌다.  그것은 식민지 법률에 요행이었다.  그것은 인쇄업자들을 억제하는 데 입법들의 권력을 제한시키지 않았다.  18세기의 말기까지 표현의 자유의 많은 일관된 옹호자들이 있지 않았다.
어떤 면에서 젱어 소송 사건은 한 식민지의 정치적 내분에서 고립된 일화였다.  다른 면에서 그것은 미국인들의 자유에서 미래의 개발들을 예고하였다.  알렉산더는 자신의 시대의 교육을 받은 남성이 만날 수 있었던 자유에 관한 가장 진보된 사상들의 어떤 것들로 목소리를 내는 데 소송 사건을 이용하였다.  그리고 잉글랜드의 법률의 요구들을 무시했던 배심원의 결정은 미국에서 새로운 상황들이 오래된 신념과 오래된 충성도를 변형시킬 같은 것에 방향을 밝혔다.

## 같이 보기
- 페더럴 홀
- 출판의 자유